# Piotr Wiśniewski (aktor)
Piotr Wiśniewski (ur. 6 stycznia 1986) – polski aktor, scenarzysta, reżyser i producent teatralny, założyciel i dyrektor katowickiego Teatru Żelaznego.

## Życiorys
Dorastał na Ligocie w Katowicach. Absolwent Państwowej Szkoły Muzycznej im. M. Karłowicza w Katowicach, wydział instrumentów perkusyjnych. Ukończył Wydział Acting&Performance w Telford College w Edynburgu, gdzie rozpoczął karierę aktorską. Zadebiutował w 2010 r. w „Blood Wedding” Federica Garcíi Lorki. Po sześcioletnim pobycie w Edynburgu powrócił do Katowic. W 2011 r. założył Teatr Żelazny.

## Twórczość

### Teatralna
Role teatralne:
- „Ballada o bezpańskiej suce i gołębiu” (2012), reż. Dawid Komuda, Teatr Żelazny
- „Jeśli pragniesz kobiety, to ją porwij” (2013), reż. Alina Moś-Kerger, Teatr Żelazny
- „Ciało obce” (2014) reż. Grzegorz Sobota, Teatr Żelazny
- „Burza” (2014), reż. Henryk Adamek, Stowarzyszenie Teatralne Tespis
- „Parapetówka” (2015), reż. Ewa Błachnio, Teatr Żelazny
- „Pchła Szachrajka” (2016), reż. Dariusz Wiktorowicz, Teatr Żelazny
- „Złota Rybka” (2016), reż. Jacek Popławski, Teatr Żelazny
- „Jeśli Polska nie zginęła" (2017), Teatr Żelazny
- „Jabłko” (2017), reż. Artur Barciś, Teatr Żelazny
- „Ściana” (2018), reż. Artur Barciś, Teatr Żelazny
- „Oddam żonę w dobre ręce” (2020), reż. Marta Marzęcka-Wiśniewska, Teatr Żelazny
- „Mama się nie rusza” (2022), reż. Marta Marzęcka-Wiśniewska, Teatr Żelazny
- „Grinch” (2024), reż. Piotr Wiśniewski, Teatr Żelazny

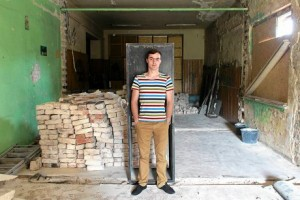
Remont w Teatrze Żelaznym, październik 2014

### Filmografia
Role filmowe:
- „Gejsza” (2015), jako przyjaciel pana młodego
- „Letarg” (2016), jako brat Igi
- serial „Ludzie i bogowie”, odc. 6 (2020), jako szpieg z „Palermo”

## Produkcja
Produkcja teatralna:
- „Jeśli pragniesz kobiety, to ją porwij” (2012), reż. Alina Moś-Kerger, Teatr Żelazny
- „Ballada o bezpańskiej suce i gołębiu” (2012) reż. Dawid Komuda, Teatr Żelazny
- "Kosmos" (2013) reż. Jakub Kasprzak, Teatr Żelazny
- „Ciało obce” (2014) reż. Grzegorz Sobota, Teatr Żelazny
- "Diwa" (2015) z Edytą Herbuś i Małgorzatą Bogdańską
- „Parapetówka” (2015) reż. Ewa Błachnio, Teatr Żelazny
- „Pchła Szachrajka” (2016) reż. Dariusz Wiktorowicz, Teatr Żelazny
- "Złota Rybka" (2016) reż. Jacek Popławski, Teatr Żelazny
- "Wilk, Koza i Koźlęta" reż. Marta Marzęcka-Wiśniewska, Piotr Wiśniewski, Teatr Żelazny
- "Jeśli Polska nie zginęła", Teatr Żelazny
- "Jabłko" reż. Artur Barciś, Teatr Żelazny